# Croton gardnerianus
Espèce
 Croton gardnerianus est une espèce de plantes à fleurs du genre Croton et de la famille des Euphorbiaceae, présente au Brésil (Ceará).
Il a pour synonyme :
- Oxydectes gardneriana, (Baill.) Kuntze